# Леженко Данило Дмитрович
Данило Дмитрович Леженко (13 грудня 1895, місто Олександрівськ Катеринославської губернії, тепер місто Запоріжжя — 28 жовтня 1970, місто Запоріжжя) — український радянський і партійний діяч, депутат Верховної Ради СРСР 1-го скликання. Кандидат у члени ЦК КП(б)У в 1940—1949 роках.

## Життєпис
Народився в родині коваля. У 1904—1910 роках — учень Олександрівської народної школи. У 1910—1912 роках — учень столяра віялкової майстерні Іванченка у місті Олександрівську. У 1912—1915 роках — столяр-модельник заводу Кацена у місті Олександрівську.
У 1915—1916 роках — рядовий 229-го стрілецького полку російської армії, місто Павлоград.
У 1916—1917 роках — столяр-модельник заводу Наталенка у місті Олександрівську. У 1917—1918 роках — столяр-модельник Катерининських залізничних майстерень, місто Олександрівськ.
Член РСДРП(б) з грудня 1917 року.
У 1917—1918 роках — командир загону Червоної гвардії у місті Олександрівську; на підпільній роботі: член підпільного Олександрівського міського комітету КП(б)У. У 1919 році — завідувач Олександрівського відділу комунального господарства та червоноармієць. У 1919—1920 роках був евакуйований із залізничним обладнанням на Урал до міста Єкатеринбурга, працював столяром і бригадиром на відбудові залізничної мережі.
У 1920 році — столяр залізничних майстерень у Олександрівську. У 1920—1921 роках — секретар профспілки залізничників у місті Нікополі. У 1921—1922 роках — столяр-модельник залізничних майстерень міста Олександрівська (Запоріжжя). Одночасно у 1921—1923 роках — слухач Запорізької повітової партійної школи.
У 1922—1924 роках — голова дільничної профспілки залізничників у місті Нікополі. У 1923—1925 роках — завідувач промислово-транспортного відділу Нікопольського повітового комітету КП(б)У. У 1925—1926 роках — голова Нікопольського районного профспілкового секретаріату.
У 1926—1928 роках — член Криворізької окружної контрольної комісії КП(б)У. У 1928—1929 роках — голова Криворізької окружної страхової каси.
У 1929—1930 роках — відповідальний секретар Долинського районного комітету КП(б)У.
У 1930—1931 роках — завідувач відділу кадрів Криворізького окружного (районного) комітету КП(б)У.
У 1931—1932 роках — відповідальний секретар Апостолівського районного комітету КП(б)У.
У 1932—1934 роках — відповідальний секретар Генічеського районного комітету КП(б)У Дніпропетровської області.
У 1934—1935 роках — голова виконавчого комітету Синельниківської районної ради Дніпропетровської області.
У 1935—1936 роках — голова виконавчого комітету Божедарівської районної ради Дніпропетровської області. Одночасно з 1936 по 1938 рік — студент заочного відділення Дніпропетровського інституту народного господарства.
У 1936—1937 роках — начальник Дніпропетровського обласного управління легкої промисловості.
У 1937 — 14 лютого 1939 року — в.о. заступника голови виконавчого комітету Дніпропетровської обласної ради.
У 1938 закінчив Інститут народного господарства.
9 січня — 4 грудня 1939 року — голова Організаційного комітету Президії Верховної Ради УРСР по Запорізькій області.
8 грудня 1939 — червень 1941 року — голова виконавчого комітету Дрогобицької обласної Ради депутатів трудящих. У березні 1940 року обраний депутатом Верховної Ради СРСР.
Учасник німецько-радянської війни. З червня 1941 року — уповноважений ЦК КП(б)У Оперативної групи при Військовій раді 6-ї армії. У 1942—1943 роках — уповноважений Оперативної групи при Військовій раді Сталінградського фронту. У 1943—1944 роках — уповноважений ЦК КП(б)У для укомплектування кадрами Дрогобицької області.
У червні 1944 — 6 квітня 1946 року — голова виконавчого комітету Дрогобицької обласної Ради депутатів трудящих.
У липні 1946 — квітні 1947 року — директор Запорізького міжобласного тресту тваринницьких радгоспів.
У квітні 1947—1965 року — керуючий Запорізького обласного млинового тресту.
У 1948 році закінчив Київський інститут науково-інженерно-технічного вдосконалення та підвищення кваліфікації керівників підприємств харчової промисловості, отримавши кваліфікацію «керівник підприємства».
З 1965 року — персональний пенсіонер союзного значення.

## Родина
Батько, Дмитро, відпрацював 50 років ковалем на заводі Кацена у місті Олександрівську і помер у 1916 р. Мати — домогосподарка, померла у 1945 р.
Дружина Катерина Михайлівна. Мав дочку.

## Нагороди
- орден Леніна (7.02.1939)
- орден Червоної Зірки (1942)
- орден Вітчизняної війни 1-го ступеня (1944)
- медаль «За оборону Сталінграда» (1943)
- медаль «За перемогу над Німеччиною у Великій Вітчизняній війні 1941—1945 рр.» (1945)
- медаль «За доблесну працю у Великій Вітчизняній війні 1941—1945 рр.» (1946)
- медалі
- Почесний громадянин міста Запоріжжя (27.10.1967)